# Troarn
Troarn är en kommun i departementet Calvados i regionen Normandie i norra Frankrike. Kommunen ligger i kantonen Troarn som ligger i arrondissementet Caen. År 2022 hade Troarn 3 442 invånare.

## Befolkningsutveckling
Antalet invånare i kommunen Troarn
Referens:INSEE